# Joel Asaph Allen
Joel Asaph Allen (19 de julio de 1838-29 de agosto de 1921) fue un zoólogo y ornitólogo estadounidense nacido en Springfield (Massachusetts).
Estudió en la Universidad Harvard bajo la dirección de Louis Agassiz. Participó en una expedición a Brasil y en varias otras por el interior de los Estados Unidos.
En 1873 estuvo al frente de los naturalistas de la expedición de la North Pacific Railroad desde Bismarck, Dakota del Norte a Yellowstone y vuelta para el Smithsonian.
En 1877 postuló la regla de Allen, que le hizo famoso en biología.
Allen fue el primer conservador de aves y mamíferos del American Museum of Natural History (de 1885 en adelante) y posteriormente fue el primer director del Departamento de Ornitología.
En 1886, fue uno de los primeros en incorporarse a la primera Audubon Society, Nueva York.

## Abreviatura (zoología)
La abreviatura Allen  se emplea para indicar a Joel Asaph Allen como autoridad en la descripción y taxonomía en zoología.